# 烏維単于
烏維 単于（うい ぜんう、拼音：Wūwéi Chányú、? - 紀元前105年）は、中国前漢時代の匈奴の単于。伊稚斜単于の子。烏維というのは名で、姓は攣鞮氏、単于号は不明。

## 生涯
伊稚斜単于の子として生まれる。
元鼎3年（前114年）、伊稚斜単于が死ぬと、烏維は単于の位に就いた。この頃まで漢の武帝は南方の越族の反乱を鎮めることに忙しく、匈奴を攻撃しなかった。匈奴も漢の国境地帯に侵入することはなかった。
元鼎6年（前111年）、南方の反乱を鎮めた漢は、もと太僕の公孫賀に1万5千の騎兵をつけて、九原から出撃させた。公孫賀は2千余里進み、浮苴井まで行ったが、1人の匈奴人も発見しなかった。また、もと従驃侯の趙破奴にも1万余騎をつけて令居から出撃させ、数千里進んで匈奴河水まで行かせたが、1人の匈奴人も発見できなかった。
漢は郭吉を匈奴に送り、匈奴に漢の臣下となるよう交渉させた。単于烏維は怒って郭吉を留置し、北海（バイカル湖）のほとりまで流刑としたが、漢の国境地帯に侵入する勇気がなかったので、たびたび使者を漢に送っては講和を申し込んだ。そこで漢は楊信を送り、講和する条件として、単于の太子を人質として漢に差し出すように要請した。しかし、漢側が公主と絹・綿・食物などの品々を匈奴に送ってから講和する従来の立場と違うとし、使者を送り返した。また漢は王烏を使者として匈奴に送ったが、単于が漢の高官とでないと交渉はできないとし、匈奴の貴族を使者として送ってきた。しかし、その使者が漢に到着すると病気で死んでしまい、漢は高官として路充国を送ったが、単于は匈奴の貴族が漢によって殺されたと思いこみ、路充国を留置してしまった。これにより交渉は決裂し、匈奴はたびたび漢の国境地帯に侵入するようになった。
元封6年（前105年）、単于烏維は亡くなり、子の詹師廬（児単于）が後を継いだ。

## 参考資料
- 『史記』（匈奴列伝）
- 『漢書』（匈奴伝）